# 垂花腺萼木
垂花腺萼木（学名：Mycetia nepalensis）为茜草科腺萼木属下的一个种。其种加词“nepalensis”意为“尼泊尔的”。